# سانتا ۲۱۵۰۲
سیارک ۲۱۵۰۲ (به انگلیسی: 21502 Cruz، نامگذاری:1998KB9) بیست و یک هزار و پانصد و دومین سیارک کشف شده‌است که در ۲۴ مه ۱۹۹۸ کشف شد.
قدر مطلق سیارک برابر ۱۴.۸ است.